# 1157
1157 (MCLVII) fue un año común comenzado en martes del calendario juliano.

## Acontecimientos
- Petronila de Aragón es proclamada Reina de Aragón.
- 12 de agosto: un terremoto de 7,4 destruye la ciudad siria de Hama.

## Nacimientos
- 25 de marzo - Alfonso II, futuro Rey de Aragón
- 8 de septiembre - Ricardo I Corazón de León, futuro Rey de Inglaterra.

## Fallecimientos
- 16 de agosto - Ramiro II El monje, rey de Aragón
- 21 de agosto - Alfonso VII, rey de León. Hijo de Urraca I de León y padre de los reyes Fernando II de León y Sancho III de Castilla.
- 23 de octubre - Svend III, rey de Dinamarca.
- Infante Fernando de Castilla y Polonia. Hijo de Alfonso VII el Emperador, rey de Castilla y León, y de su segunda esposa, la reina Riquilda de Polonia.